# Campanula davisii
Campanula davisii är en klockväxtart som beskrevs av William Bertram Turrill. Campanula davisii ingår i släktet blåklockor, och familjen klockväxter. Inga underarter finns listade i Catalogue of Life.